# Rob Schaeffer
Robert Johan (Rob) Schaeffer (Amsterdam, 11 augustus 1937 – Almere, 10 juni 2019) was een Nederlands politicus van de PvdA.

## Biografie
Schaeffer werd geboren als zoon van Pieter Hendrik Matthijs Schaeffer (1908–1977; magazijnbediende) en Cornelia Maria Antoinette van Gastel (1914–1959). R.J. Schaeffer was journalist bij het Algemeen Handelsblad en toen dat in 1970 opging in het NRC Handelsblad ging hij daar werken bij de redactie wetenschappen. Schaeffer heeft andragogie gestudeerd aan de Universiteit van Amsterdam en was vanaf 1977 wetenschappelijk medewerker. 
Hij was daarnaast betrokken bij de lokale politiek van zijn woonplaats Almere. Dat was nog geen gemeente (viel onder het Openbaar Lichaam Zuidelijke IJsselmeerpolders) en in 1978 kwam er, als voorloper op de latere gemeenteraad, een adviesraad waarin hij PvdA-fractievoorzitter werd. In 1984 werd Almere een gemeente en Schaeffer kwam toen niet alleen daar in de gemeenteraad, hij werd er ook wethouder. In 1990 werd hij benoemd tot burgemeester van Raamsdonk. Bij de gemeentelijke herindeling in 1997 hield die gemeente op te bestaan waarna hij nog waarnemend burgemeester geweest is van Diever tot 1998 toen ook die gemeente bij een gemeentelijke herindeling verdween. 
Hij keerde terug naar Almere waar hij in 2019 op 81-jarige leeftijd overleed.